# Scharnebeck
Scharnebeck is een gemeente in de Duitse deelstaat Nedersaksen. De gemeente maakt deel uit van de Samtgemeinde Scharnebeck in het Landkreis Lüneburg. Scharnebeck telt 3.412 inwoners.
Naast de plaats ligt het Elbe-Seitenkanaal. Er is voor de binnenvaart een scheepslift aangelegd. Deze kwam in 1975 in gebruik en laat schepen een hoogteverschil van zo'n 38 meter overbruggen.
- Gemeinsame Normdatei: 4052091-2
- Library of Congress Control Number: n80039498
- Nationale Bibliotheek van Israël: 987007564222805171
- Virtual International Authority File: 248076961
- WorldCat: E39PBJjXgHrrj8xhVJ6mG7ttKd

Adendorf · 
Amelinghausen · 
Amt Neuhaus · 
Artlenburg · 
Bardowick · 
Barendorf · 
Barnstedt · 
Barum · 
Betzendorf · 
Bleckede · 
Boitze · 
Brietlingen · 
Dahlem · 
Dahlenburg · 
Deutsch Evern · 
Echem · 
Embsen · 
Handorf · 
Hittbergen · 
Hohnstorf (Elbe) · 
Kirchgellersen · 
Lüdersburg · 
Lüneburg · 
Mechtersen · 
Melbeck · 
Nahrendorf · 
Neetze · 
Oldendorf (Luhe) · 
Radbruch · 
Rehlingen · 
Reinstorf · 
Reppenstedt · 
Rullstorf · 
Scharnebeck · 
Soderstorf · 
Südergellersen · 
Thomasburg · 
Tosterglope · 
Vastorf · 
Vögelsen · 
Wendisch Evern · 
Westergellersen · 
Wittorf